# Nargaroth
A Nargaroth német black metal együttes. A név a "narg" (természet) és a "Gorgoroth" összevonása. Az Encyclopaedia Metallum szerint a zenekar Eilenburgból származik, de a Spirit of Metal szerint Eisenachból.

## Története
1996-ban alakultak, az "Exhuminenz" együttes romjain. Az Exhuminenz tagjai Kanwulf, Charoon és Darken voltak. René "Ash" Wagner alapította a zenekart, aki korábban a "Kanwulf" művésznevet viselte. A név egy francia könyvből származik, amelyben skandináv nevek szerepeltek. 2007 óta az "Ash" művésznevet viseli. Első kiadványuk egy demó volt 1998-ban, ugyanebben az évben még egy demót kiadtak. 
Első nagylemezük szintén 1998-ban jelent meg. Két évvel később még egy demót és egy válogatáslemezt is kiadtak, amelyen korábban meg nem jelent dalok szerepelnek, többek között egy Burzum feldolgozás is. A Nargaroth később írt dalt a Burzumról, "The Day that Burzum Killed Mayhem" címmel, amely azt meséli el, hogy Varg Vikernes hogyan ölte meg a Mayhem vezetőjét és gitárosát, Euronymoust. 2001-ben került piacra a második nagylemezük. 2002-ben egy EP-t jelentettek meg, 2003-ban pedig harmadik stúdióalbumuk került piacra. 2004-ben egy koncertalbumot, egy EP-t és a negyedik nagylemezüket adták ki. A "Semper Fidelis" című új nagylemez három évvel később, 2007-ben került a boltok polcaira. Ekkor váltotta le René Wagner a "Kanwulf" művésznevet Ash-re. 
2009-ben jelent meg a "Jahreszeiten" (évszakok) album. Ezt követte 2011-ben a "Spectral Visions of Mental Warfare". 2012-ben egy koncertalbumot jelentetett meg a Nargaroth, 2017-ben pedig újabb lemezt dobtak piacra, "Era of Threnody" címmel. 2013-ban Magyarországon is felléptek, a Witchcraft és a Lepra zenekarokkal. 2017-ben másodszor is koncerteztek hazánkban, a lengyel Hatetel, az amerikai Absuval, a belga Bloodrecuted-del és a svéd Nekrodeliriummal.

## Tagok
- Ash – ének, gitár, basszusgitár, billentyűk (1996-)

## Korábbi tagok
- Darken – basszusgitár (1996-1999), gitár (2004-2007)
- Charoon – gitár (1996-2003)
- L'Hiver – dob (1998-1999, 2003)
- Asbath – dob (2001-2005)
- Occulta Mors – dob (2001-2002)
- Butcher – dob (2001)
- Erebor – dob (2005-2010)

## Diszkográfia
- Herbstleyd (demó, 1998)
- Orke (demó, 1998)
- Herbstleyd (album, 1998)
- Fuck Off Nowadays Black Metal (demó, 2000)
- Amarok (válogatáslemez, 2000)
- Black Metal ist Krieg (A Dedication Monument) (2001)
- Black Metal Endsieg 2001 (split lemez a Decayed, Godless North és Apolokia zenekarokkal, 2001)
- Rasluka Part II (EP, 2002)
- Geliebte des Regens (album, 2003)
- Crushing Some Belgian Scum (koncertalbum, 2004)
- Rasluka Part I (EP, 2004)
- Profanatica Shooting Angels (album, 2004)
- Nargaroth / Sarvari (split lemez, 2007)
- Dead-Ication (videóalbum, 2008)
- Jahreszeiten (album, 2009)
- Spectral Visions of Mental Warfare (album, 2011)
- Rasluka (válogatáslemez, 2011)
- Black Metal manda híjos de puta (koncertalbum, 2012)
- Era of Threnody (album, 2017)